# Gré Knetemann-Donker
Gré Knetemann-Donker née le 6 août 1951 à Krommenie, est une coureuse cycliste professionnelle néerlandaise.

## Biographie
Elle est mariée au champion du monde sur route 1978 Gerrie Knetemann, ils ont eu ensemble Roxane Knetemann coureuse cycliste professionnelle, Gré est également la belle-mère du coureur cycliste Wim Stroetinga marié à la sœur de Roxane.

## Palmarès sur route
- 1972
  - Rotterdam-Kralingen
  - Vught Baarzen
- 1973
  - Bladel
  - 13e de la course en ligne des championnats du monde de cyclisme sur route 1973
- 1975
  - Standdaarbuiten
  - 2e du championnat des Pays-Bas sur route
  - 16e de la course en ligne des championnats du monde de cyclisme sur route 1975
- 1976
  - Beverwijk
  - Nieuwpoort-Langerak
  - 25e de la course en ligne des championnats du monde de cyclisme sur route 1976
- 1977
  - Apeldoorn

## Palmarès sur piste

### Championnats nationaux
- 1971
  - 3e de la poursuite
- 1973
  - 3e de la vitesse
- 1976
  - 2e de la vitesse